# Долина (Решетилівська міська громада)
Доли́на —  село в Україні,  у Решетилівській міській громаді Полтавського району Полтавської області. Населення становить 209 осіб. До 2020 орган місцевого самоврядування — Кукобівська сільська рада.

## Географія
Село Долина знаходиться на лівому березі річки Вільхова Говтва, вище за течією на відстані 4 км розташоване село Лучки, нижче за течією на відстані 2 км розташоване село Нова Диканька, на протилежному березі - село Кукобівка. Річка в цьому місці звивиста, утворює лимани, стариці та заболочені озера. Поруч проходить автомобільна дорога М03.

## Історія
12 червня 2020 року, відповідно до розпорядження Кабінету Міністрів України № 721-р «Про визначення адміністративних центрів та затвердження територій територіальних громад Полтавської області», село увійшло до складу Решетилівської міської громади.
19 липня 2020 року, в результаті адміністративно - територіальної реформи та ліквідації Решетилівського району, село увійшло до складу новоутвореного Полтавського району Полтавської області.